# Eugenio d'Asburgo-Teschen
Eugenio Ferdinando Pio Bernardo Felice Maria d'Austria (Groß Seelowitz, 21 maggio 1863 – Merano, 30 dicembre 1954) è stato un generale austriaco, arciduca d'Austria e principe d'Ungheria e di Boemia, fu l'ultimo Gran maestro dell'Ordine teutonico appartenente alla casa d'Austria, dal 1894 al 1923.

## Biografia

### I primi anni
Eugenio era figlio dell'arciduca Carlo Ferdinando d'Asburgo-Teschen (figlio dell'arciduca Carlo d'Austria-Teschen) e di sua moglie, l'arciduchessa Elisabetta Francesca d'Asburgo-Lorena. Nacque nel castello di Gross Seelowitz, oggi Židlochovice, presso Brno in Moravia. Fu battezzato con i nomi di Eugen Ferdinand Pius Bernhard Felix Maria. Trascorse la propria infanzia a Gross Seelowitz e le vacanze a Gmund.

### La carriera militare
All'Albrechtspalais di Vienna, Eugenio ricevette la propria educazione militare, studiando anche lingue, musica e storia dell'arte. All'età di 14 anni, con l'intento di mantenere le tradizioni di famiglia, come il fratello maggiore, iniziò la propria carriera militare nel Reggimento dei Cacciatori imperiali (Kaiserjäger) nel Tirolo e venne promosso Luogotenente il 27 ottobre 1877. Poco dopo venne trasferito come Tenente Colonnello di un reggimento di ussari, partecipando poi a molte manovre militari.
Nel 1882 Eugenio venne esaminato da un'assemblea di commissione presieduta dall'Arciduca Alberto che verificò la sua idoneità a frequentare la prestigiosa Accademia militare Teresiana a Wiener Neustadt. Eugenio fu l'unico Arciduca della storia della casa d'Asburgo a compiere studi militari di una certa durata (1883-1885), venendo promosso a pieni voti e venne nominato membro dello Stato maggiore (1885), raggiungendo rapidamente i più alti gradi militari.
Comandò un battaglione del 1º Reggimento fanteria come Tenente Colonnello prima di assumerne l'intero comando come Colonnello. Affidatogli il comando del 13º Reggimento di Ussari, assunse il comando di una Brigata di fanteria a Olomouc e quindi una Divisione a Vienna. Nel 1900 venne nominato Comandante del XIV Corpo d'Armata a Innsbruck e venne promosso a Generale di Cavalleria il 27 aprile 1901. Questo comando lo rese simultaneamente comandante a Innsbruck e comandante della difesa territoriale del Tirolo. Otto anni dopo divenne anche Ispettore militare del Tirolo. Quando nel 1909 la possibilità di una guerra con la Serbia era nell'aria, per merito dell'arciduca Francesco Ferdinando e del generale Albori, venne nominato Comandante dell'Esercito.
L'arciduca Eugenio esercitò anche una notevole influenza derivante dalla propria personalità. Raccomandò caldamente il Luogotenente Feldmaresciallo Conrad von Hötzendorf, suo comandante di divisione a Innsbruck come proprio successore a capo dello Stato Maggiore assieme al generale Beck-Rzikowsky. Nel 1911 si ritirò dalla carriera militare per motivi di salute. Conrad von Hötzendorf ad ogni modo, si disse nelle sue memorie invidioso della posizione dell'Arciduca Francesco Ferdinando.
L'11 gennaio 1887, l'Arciduca Eugenio entrò nell'Ordine teutonico come cavaliere professo e venne poi nominato coadiutore del Gran maestro, l'arciduca Guglielmo.
Alla morte di questo, l'arciduca Eugenio fu nominato Gran maestro il 19 novembre 1894. In questo incarico si distinse particolarmente, istituendo opere assistenziali femminili ("Marianer"), fondando nuovi ospedali, incrementando l'operato dell'Ordine e raccogliendone gli archivi a Vienna.

### La Prima Guerra Mondiale

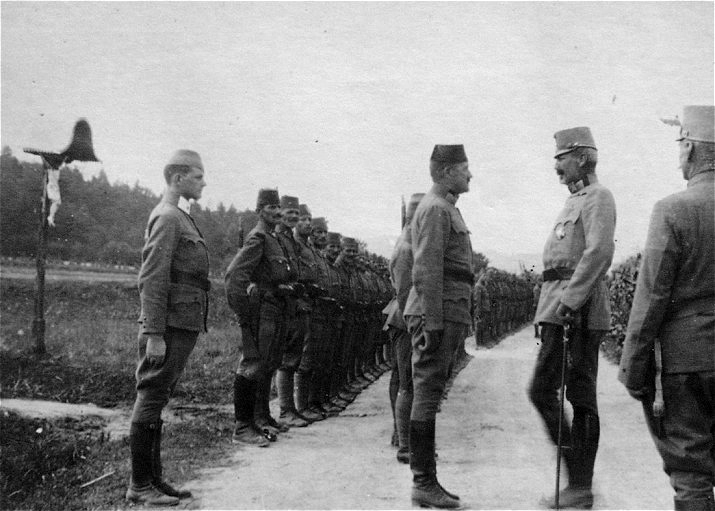
L'arciduca Eugenio visita le truppe bosniache, il comandante dei bosniaci è il maggiore Broschek.

Allo scoppio della prima guerra mondiale si impegnò attivamente nell'ambito militare. Fu dapprima impiegato nell'organizzazione del lavoro in tempo di guerra, infine, nel dicembre del 1914, fu trasferito per assumere il comando delle forze austriache nei Balcani, a Peterwardein. Assieme al suo capo di Stato maggiore, il Luogotenente Feldmaresciallo Alfred Krauß, un valente teorico militare con un carattere deciso e vigoroso, mantenne il comando della 5ª Armata.
Il 22 maggio 1915 l'Arciduca fu promosso Colonnello Generale. Due giorni dopo, il 24 maggio, si spostò sul fronte meridionale, per combattere contro l'Italia. Spostò il proprio quartier generale a Maribor, comandando le operazioni militari dal confine svizzero all'Adriatico con il compito di difendere il confine dalle ben più numerose armate italiane.
Durante la Prima battaglia dell'Isonzo, l'Arciduca si portò spesso sulla linea del fronte, dove si svolgevano i combattimenti, per incoraggiare le truppe, ottenendo una grande popolarità. Allo stesso tempo si occupò delle aree di riserva di modo da garantire una possibile ritirata.
Prima del grande offensiva di primavera del 1916 nel Tirolo, Eugenio assunse il comando del Gruppo d'armate "Erzherzog Eugen" composto dalla 11ª Armata comandata da Viktor Dankl von Krasnik e dalla 3ª Armata sotto il comando di Hermann Kövess ottenendo i quartieri generali del cugino, il Conte von Bozen und Maurer, posizionandosi a Bolzano. Dopo i primi successi, l'attacco venne bloccato dalle problematiche presenti sul fronte russo a seguito dell'Offensiva Brusilov nel giugno del 1916 e il successivo trasferimento di molte formazioni sul fronte Est dell'Impero Austriaco. Allo scoppio dell'offensiva, l'Arciduca Eugenio ritirò le proprie truppe in posizioni sicure dalla seconda metà di giugno del 1916.
Nel corso degli eventi bellici Eugenio dovette trasferire molte volte le proprie truppe, anche a seguito dei combattimenti fallimentari sull'Isonzo anche se mai fu intenzionato a ritirarsi oltre il Tirolo, scoprendo la capitale, Vienna; la tradizione riporta anche che egli era troppo attaccato alla propria terra per poter cedere così davanti al nemico.
Eugenio fu promosso Feldmaresciallo il 23 novembre 1916 e a metà del marzo del 1917 riprese nuovamente il proprio ruolo di comandante nel Sud-Est dell'Impero Austriaco. Durante la Battaglia di Caporetto, fu il comandante delle operazioni, impiegando tutte le proprie energie, riconoscendo sul campo che questa era l'ultima opportunità favorevole agli imperi centrali. L'Arciduca, che non era solito infierire sulle proprie truppe, non si accanì sull'operazione.
Contro la volontà del suo capo di Stato maggiore, il Colonnello Generale Barone Arz, l'Imperatore Carlo I d'Austria congedò Eugenio dal servizio militare attivo il 18 dicembre 1917. Il comando del fronte sud occidentale terminò di esistere. Dopo quello russo, anche sul fronte italiano si accesero accaniti scontri (Isonzo, Carinzia, Dolomiti) fino a quello del Piave. Dato il suo grado, Eugenio avrebbe potuto ottenere il grado di Comandante in Capo delle Armate dell'Impero, ma l'Imperatore Carlo I d'Austria volle mantenere per sé questo onore.
L'Arciduca Eugenio acquisì nuova fama nel 1918, al termine della guerra, quando venne proposto come reggente dell'Impero Austriaco per conto dell'esiliato Imperatore Carlo d'Asburgo. L'ultimo Ministro degli Esteri, il Conte Andrassy e il capo del parlamento, il dottor Franz Dinghofer del partito nazionalista tedesco discussero questa possibilità. Ad ogni modo, Eugenio fece sapere che non avrebbe mai accettato l'incarico senza il consenso dell'Imperatore.

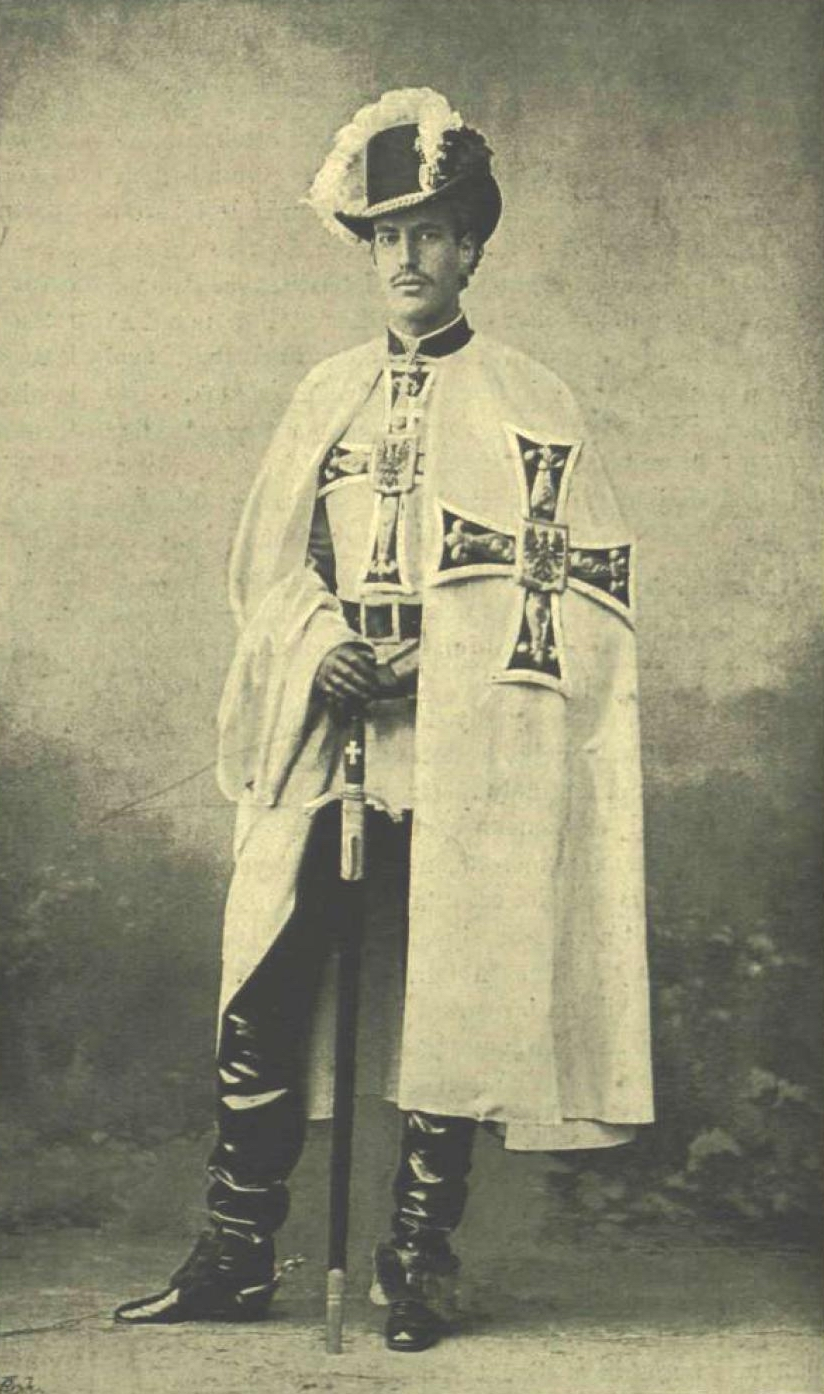
L'arciduca Eugenio indossa l'abito dell'Ordine Teutonico.

### Ultimi anni
A seguito del crollo dell'Austria-Ungheria, l'Arciduca si ritirò a Lucerna e quindi a Basilea dove visse in un modesto hotel dal 1918 al 1934. Al fine di salvaguardare l'esistenza e i numerosi possedimenti dell'Ordine Teutonico, Eugenio rassegnò volontariamente le proprie dimissioni dal Gran magistero nel 1923. Egli fu, così, l'ultimo Gran maestro secolare dell'Ordine.
Nel 1934 Eugenio si stabilì nel convento dell'ordine a Gumpoldskirchen presso Vienna. Partecipò attivamente ai raduni dei nostalgici della monarchia austriaca, spesso capeggiati da ex militari, senza però credere mai in un vero ritorno della monarchia. A seguito dell'Anschluß dell'Austria alla Germania nel 1938 l'Ordine Teutonico venne sciolto e i suoi possedimenti confiscati.
Eugenio ricevette, probabilmente su proposta di Hermann Göring e di altre figure militari di spicco della Germania nazista, una casa a Hietzing dove visse durante tutta la seconda guerra mondiale. Nel 1945 si trasferì in Tirolo dove, dagli occupanti francesi, ottenne una piccola villa a Igls. Il 21 maggio 1953 tutta Innsbruck celebrò i 90 anni del suo feldmaresciallo.
L'Arciduca morì il 30 dicembre 1954 a Merano circondato dai membri dell'Ordine teutonico provenienti da Lana. Il 6 gennaio 1955 venne sepolto nel Duomo di Innsbruck, vicino all'arciduca Massimiliano III d'Austria (1558-1619).

## Ascendenza
|                                                |                              |                                             | Genitori                                |  |  | Nonni |  |  | Bisnonni                     |  |  | Trisnonni             |  |
|                                                |                              |                                             |                                         |  |  |       |  |  | Leopoldo II d'Asburgo-Lorena |  |  | Francesco I di Lorena |  |
|                                                |                              |                                             |                                         |  |  |       |  |  | Leopoldo II d'Asburgo-Lorena |  |  | Francesco I di Lorena |  |
|                                                |                              | Maria Teresa d'Austria                      |                                         |  |  |       |  |  | Leopoldo II d'Asburgo-Lorena |  |  |                       |  |
| Carlo d'Asburgo-Teschen (1771-1847)            |                              |                                             |                                         |  |  |       |  |  | Leopoldo II d'Asburgo-Lorena |  |  |                       |  |
|                                                |                              | Maria Luisa di Borbone-Spagna (1745-1792)   | Carlo III di Spagna                     |  |  |       |  |  |                              |  |  |                       |  |
|                                                |                              | Maria Luisa di Borbone-Spagna (1745-1792)   | Carlo III di Spagna                     |  |  |       |  |  |                              |  |  |                       |  |
|                                                |                              | Maria Luisa di Borbone-Spagna (1745-1792)   | Maria Amalia di Sassonia                |  |  |       |  |  |                              |  |  |                       |  |
| Carlo Ferdinando d'Asburgo-Teschen (1818-1874) |                              | Maria Luisa di Borbone-Spagna (1745-1792)   |                                         |  |  |       |  |  |                              |  |  |                       |  |
|                                                |                              | Federico Guglielmo di Nassau-Weilburg       | Carlo Cristiano di Nassau-Weilburg      |  |  |       |  |  |                              |  |  |                       |  |
|                                                |                              | Federico Guglielmo di Nassau-Weilburg       | Carlo Cristiano di Nassau-Weilburg      |  |  |       |  |  |                              |  |  |                       |  |
|                                                |                              | Federico Guglielmo di Nassau-Weilburg       | Carolina d'Orange-Nassau                |  |  |       |  |  |                              |  |  |                       |  |
| Enrichetta di Nassau-Weilburg (1797-1829)      |                              | Federico Guglielmo di Nassau-Weilburg       |                                         |  |  |       |  |  |                              |  |  |                       |  |
|                                                |                              | Luisa Isabella di Kirchberg                 | Guglielmo Giorgio di Kirchberg          |  |  |       |  |  |                              |  |  |                       |  |
|                                                |                              | Luisa Isabella di Kirchberg                 | Guglielmo Giorgio di Kirchberg          |  |  |       |  |  |                              |  |  |                       |  |
|                                                |                              | Luisa Isabella di Kirchberg                 | Isabella Augusta di Reuss-Greiz         |  |  |       |  |  |                              |  |  |                       |  |
| Eugenio d'Asburgo-Teschen (1863-1954)          |                              | Luisa Isabella di Kirchberg                 |                                         |  |  |       |  |  |                              |  |  |                       |  |
|                                                | Leopoldo II d'Asburgo-Lorena | Francesco I di Lorena                       |                                         |  |  |       |  |  |                              |  |  |                       |  |
|                                                | Leopoldo II d'Asburgo-Lorena | Francesco I di Lorena                       |                                         |  |  |       |  |  |                              |  |  |                       |  |
|                                                | Leopoldo II d'Asburgo-Lorena | Maria Teresa d'Austria                      |                                         |  |  |       |  |  |                              |  |  |                       |  |
| Giuseppe Antonio Giovanni d'Asburgo-Lorena     | Leopoldo II d'Asburgo-Lorena |                                             |                                         |  |  |       |  |  |                              |  |  |                       |  |
|                                                |                              | Maria Luisa di Borbone-Spagna (1745-1792)   | Carlo III di Spagna                     |  |  |       |  |  |                              |  |  |                       |  |
|                                                |                              | Maria Luisa di Borbone-Spagna (1745-1792)   | Carlo III di Spagna                     |  |  |       |  |  |                              |  |  |                       |  |
|                                                |                              | Maria Luisa di Borbone-Spagna (1745-1792)   | Maria Amalia di Sassonia                |  |  |       |  |  |                              |  |  |                       |  |
| Elisabetta Francesca d'Asburgo-Lorena          |                              | Maria Luisa di Borbone-Spagna (1745-1792)   |                                         |  |  |       |  |  |                              |  |  |                       |  |
|                                                |                              | Ludovico Federico Alessandro di Württemberg | Federico II Eugenio di Württemberg      |  |  |       |  |  |                              |  |  |                       |  |
|                                                |                              | Ludovico Federico Alessandro di Württemberg | Federico II Eugenio di Württemberg      |  |  |       |  |  |                              |  |  |                       |  |
|                                                |                              | Ludovico Federico Alessandro di Württemberg | Federica Dorotea di Brandeburgo-Schwedt |  |  |       |  |  |                              |  |  |                       |  |
| Maria Dorotea di Württemberg                   |                              | Ludovico Federico Alessandro di Württemberg |                                         |  |  |       |  |  |                              |  |  |                       |  |
|                                                |                              | Enrichetta di Nassau-Weilburg (1780-1857)   | Carlo Cristiano di Nassau-Weilburg      |  |  |       |  |  |                              |  |  |                       |  |
|                                                |                              | Enrichetta di Nassau-Weilburg (1780-1857)   | Carlo Cristiano di Nassau-Weilburg      |  |  |       |  |  |                              |  |  |                       |  |
|                                                |                              | Enrichetta di Nassau-Weilburg (1780-1857)   | Carolina d'Orange-Nassau                |  |  |       |  |  |                              |  |  |                       |  |
|                                                |                              | Enrichetta di Nassau-Weilburg (1780-1857)   |                                         |  |  |       |  |  |                              |  |  |                       |  |

## Onorificenze

### Onorificenze imperiali austriache
Durante la propria carriera militare, l'arciduca Eugenio acquisì un altissimo numero di onorificenze, militari e civili: